# Шатијон на Шеру
Шатијон сир Шер (фр. Châtillon-sur-Cher) насеље је и општина у централној Француској у региону Центар (регион), у департману Лоар и Шер која припада префектури Блоа.
По подацима из 2011. године у општини је живело 1733 становника, а густина насељености је износила 58,43 становника/km². Општина се простире на површини од 29,66 km². Налази се на средњој надморској висини од 93 метара (максималној 118 m, а минималној 67 m).

## Демографија
| 1962. | 1968. | 1975. | 1982. | 1990. | 1999. | 2011. |
| ----- | ----- | ----- | ----- | ----- | ----- | ----- |
| 1.328 | 1.333 | 1.343 | 1.289 | 1.395 | 1.516 | 1.733 |

График промене броја становника у току последњих година